# Amphimas ferrugineus
Amphimas ferrugineus är en ärtväxtart som beskrevs av François Pellegrin. Amphimas ferrugineus ingår i släktet Amphimas och familjen ärtväxter. Inga underarter finns listade i Catalogue of Life.